# Conzattia multiflora
Conzattia multiflora är en ärtväxtart som först beskrevs av Robinson, och fick sitt nu gällande namn av Paul Carpenter Standley. Conzattia multiflora ingår i släktet Conzattia, och familjen ärtväxter. Inga underarter finns listade i Catalogue of Life.